# 赏金奇兵系列
《赏金奇兵》是最初由Spellbound Entertainment开发、英宝格发行的即时战术游戏系列，THQ Nordic后来于2013年自英宝格购入系列版权。系列背景设定在19世纪的美国西部，故事围绕身为牛仔的主角约翰·库珀展开。游戏玩法包含潜行要素，通过操控库珀及其友人组成的小队执行计划并与敌人战斗。
系列共包括四款游戏，前两部作品《西部通缉令》和《库珀的复仇》以及外传《赫多兰朵》出自Spellbound Entertainment之手。系列第三部《赏金奇兵III》则交由Mimimi Games开发。

## 概要
系列游戏的玩法基于《盟军敢死队系列》，游戏画面采用等距视角，敌方单位的视野以锥形显示，玩家操作的角色需避开敌人的视野行动。在最多由五名角色组成的小队中，每名角色都有其独特的技能，玩家可组合使用不同角色的技能以实现新的战术。系列第二部《库珀的复仇》增加了第三人称视角和3D场景，但僵硬的操作系统使得游玩效果并不理想。在Mimimi Games接手开发的《赏金奇兵III》中，玩家还能进入决战模式来暂停游戏，从而协调策划复杂的小队战术。
除了擅长使用飞刀和手枪的主角约翰·库珀（John Cooper），系列常驻角色还包括麦考伊医生（Doc McCoy）和凯特·欧哈拉（Kate O'Hara），前者精于狙击、开锁和使用毒气，后者则能够通过伪装引诱并击昏敌人。在系列首作里，库珀一行人致力于追踪并抓住神秘的火车劫案策划者以赢取高额赏金；到了第二部，他们则需要阻止铁路大亨侵占印第安人土地的阴谋；而在外传《赫多兰朵》中，一行人更卷入了墨西哥革命者暗杀美国总统的计划。不同于前作，《赏金奇兵III》的剧情发生在一代之前，讲述年轻的库珀为父报仇的故事。

## 系列作品列表
| 2001      | 赏金奇兵：西部通缉令  |
| 2002–2005 |                       |
| 2006      | 赏金奇兵2：库珀的复仇 |
| 2007      | 赫多兰朵              |
| 2008–2019 |                       |
| 2020      | 赏金奇兵III           |

| 游戏名                | 原名                             | 初版发售日    | 平台                                                     |
| --------------------- | -------------------------------- | ------------- | -------------------------------------------------------- |
| 赏金奇兵：西部通缉令  | Desperados: Wanted Dead or Alive | 2001年4月20日 | Microsoft Windows、macOS、Linux                          |
| 赏金奇兵2：库珀的复仇 | Desperados 2: Cooper's Revenge   | 2006年4月28日 | Microsoft Windows                                        |
| 赫多兰朵              | Helldorado                       | 2007年6月1日  | Microsoft Windows                                        |
| 赏金奇兵III           | Desperados III                   | 2020年6月16日 | Microsoft Windows、macOS、Linux、PlayStation 4、Xbox One |

## 发展
早在2000年，Spellbound Entertainment和英宝格便宣布将合作推出一款名为《赏金奇兵》（Desperados）的西部题材即时战术游戏，同时展示了早期的游戏画面。在最初的开发构想中，制作组曾计划为故事加入僵尸元素，但受制于合约未能如愿。游戏于次年4月发售，正式定名《赏金奇兵：西部通缉令》，是为系列首作。2003年7月，Spellbound表示系列续作《赏金奇兵2：库珀的复仇》已处在开发阶段，预计2004年底推出。该作后来于2006年4月由英宝格子公司雅达利发行，Spellbound还在当年度科隆游戏展上释出游戏资料片《赏金奇兵2：阴谋》（Desperados 2: Conspiracy）的演示画面。但不久后Spellbound即与英宝格结束合作关系，系列版权则保留在英宝格手里。失去版权的Spellbound将该资料片更名为《赫多兰朵》，由DTP Entertainment以外传形式发行于2007年6月，后经由发行商Viva Media在2009年4月上架北美地区。
2013年6月，THQ Nordic从已更名为雅达利SA的英宝格处购得系列版权，但不包含尚在Spellbound名下的《赫多兰朵》。Spellbound于2012年破产后重组为黑森林游戏，后者在2017年8月被THQ Nordic收购，THQ Nordic自此拥有全系列版权。2018年7月，THQ Nordic为《赏金奇兵》初代发布时隔17年的更新，让老游戏能够适配Windows 10等新系统，并在macOS和Linux上兼容运行。同年8月，Mimimi Games正式宣布接手系列续作《赏金奇兵III》的开发工作。游戏随后于2020年6月发售，亦是系列首次登陆家用机平台。

## 反响

### 评价
| 游戏                  | Metacritic                                |
| --------------------- | ----------------------------------------- |
| 赏金奇兵：西部通缉令  | （PC）78/100                              |
| 赏金奇兵2：库珀的复仇 | （PC）66/100                              |
| 赫多兰朵              | （PC）65/100                              |
| 赏金奇兵III           | （PC）86/100 （PS4）82/100 （XONE）85/100 |

《赏金奇兵》初代在发售后获得普遍正面的评价。评论家称赞游戏丰富多样的玩法、引人入胜的氛围、精美的背景画面和浓烈的西部风格，尽管操作有时略显繁琐，玩家也能设置快捷命令以便执行；批评则主要集中在游戏过高的难度和死亡惩罚，以及陈词滥调的糟糕配音。
然而《赏金奇兵2》和《赫多兰朵》均未能继承首作的高口碑。《赏金奇兵2》大胆引入第三人称视角和全3D画面，其出色的视觉效果和精巧的环境设计得到肯定，却也与原有玩法产生割裂，导致游戏手感僵硬、操作笨拙；而游戏缺乏指引并依赖反复试错、敌方AI逻辑简陋且行为愚蠢，更招致诸多不满。前作的缺陷同样出现在《赫多兰朵》，游戏中数量庞大的敌人和不合理的高难度又使得该作评价遭遇更大的滑铁卢。
系列重启之作《赏金奇兵III》推出后收获评论界广泛赞誉。游戏生动有趣的人物塑造、创意十足的角色技能、复杂精妙的关卡设计都令其收获一众好评，决战模式的引入更便利了玩家在游戏中制订和实施计划；此外，丰富多样的挑战任务也增加了游戏的重玩价值。少量批评仅针对家用机按键适配问题和不及开发商前作《影子战术：将军之刃》令人印象深刻的地图画面。

### 奖项与荣誉
在《Rock, Paper, Shotgun》于2015年评选的PC平台史上最佳25款隐蔽类游戏中，《赏金奇兵：西部通缉令》位列第14；无独有偶，《赏金奇兵III》也在其2022年评选的PC平台史上最佳25款策略游戏中位列第16。此外，《赏金奇兵III》自2020年推出后还曾在游戏大奖、D.I.C.E.奖、西南偏南游戏奖和德国开发者创新奖等奖项上取得数项提名，更斩获2021年度德国电子游戏奖“最佳德国游戏”殊荣。IGN和Polygon亦分别将《赏金奇兵III》列为2020年度最佳策略游戏和年度最佳50款游戏之一。

## 参看
- 《盟军敢死队系列》
- 《侠盗罗宾汉：舍伍德传奇》
- 《芝加哥1930（英语：Chicago 1930）》
- 《1937特种兵：敌后武工队》
- 《影子战术：将军之刃》